# Whopper

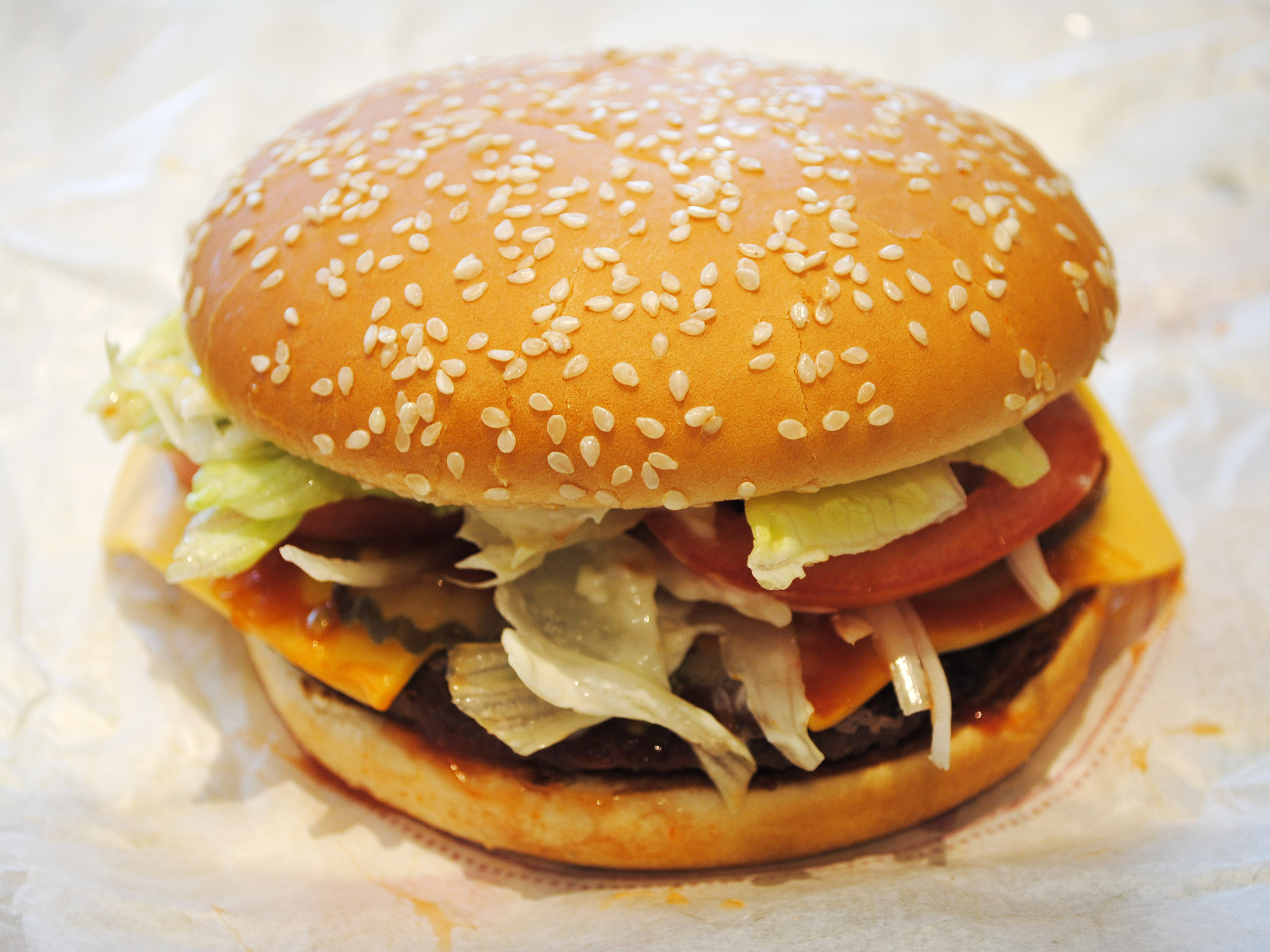
Whopper Cheese

Whopper är en hamburgare som är Burger Kings främsta produkt.
En Whopper består i grundutförandet av en grillad nötfärsbiff på 113 gram i ett rostat hamburgerbröd. På insidan av locket är det majonnäs, sallad och tomat, på botten är det kött, saltgurka, ketchup och lök.

## Varianter
Flera varianter förekommer och har förekommit, bland annat med ost, bacon, chilipeppar med mera. En Whopper Pepper har enbart fefferoni, majonnäs och ost på botten, och peppar istället för vanlig majonnäs. En Whopper Cheese har ost.